# Ein starkes Team: Tod einer Studentin
Tod einer Studentin ist ein deutscher Fernsehfilm von Ulrich Zrenner aus dem Jahr 2018. Es handelt sich um die 75. Folge der Krimiserie Ein starkes Team mit Florian Martens als Otto Garber und Stefanie Stappenbeck als Linett Wachow als ermittelnde Kriminalkommissare in den Hauptrollen. Wachow ermittelt in ihrem 11. Fall an der Seite von Garber, für den es sein 75. Einsatz ist. Arnfried Lerche ist wiederum als Vorgesetzter des Duos sowie des von Matthi Faust gespielten Sebastian Klöckner dabei, desgleichen Jaecki Schwarz als „Sputnik“. Die Haupt-Gaststars dieser Folge sind Aglaia Szyszkowitz, Maximilian von Pufendorf, Ludwig Trepte, Amelie Plaas-Link, Johanna Polley sowie Frederik Schmid.

## Handlung

### Haupthandlung
Katja Hellmann ist Psychologiestudentin und an der von ihr besuchten Universität als Einzelgängerin bekannt. Neben ihrem Studium arbeitet sie eng mit ihrem Lehrprofessor Peter Prochaska zusammen, der ein ethisch umstrittenes Experiment zur Kognitiven Dissonanz gestartet hat, in das nur Katja eingeweiht ist. Monatelang hat sie ohne Wissen ihrer Kommilitonen Daten über diese gesammelt, die Informationen über deren Verhalten beinhalten. Das psychologische Experiment soll zeigen, wie weit Menschen zu gehen bereit sind, um ihre geplanten Ziele zu erreichen. Für die Studenten bedeutet das konkret: ihre Zulassung zum Studium zu behalten und nicht durch die Prüfungen zu fallen. Bei einigen hängt ihre weitere Existenz daran. Aus diesem Grund wählte Katja besonders labile, finanziell angeschlagene oder familiär überforderte Probanden aus.
Nach einer Studentenfeier wird Katja tot aufgefunden – erschlagen mit einer Flasche. Die Kriminalkommissare Otto Garber, Linett Wachow und Sebastian Klöckner kommen erst im Laufe ihrer mühsamen Ermittlungen hinter den Inhalt von Prochaskas Experiment „Menschen im Konflikt und ihre Reaktionen“. Sie sind sich sicher, dass hier das Motiv der Tat zu finden ist. Sowohl die betroffenen Studenten, die ungefragt und heimlich als Probanden benutzt wurden, als auch der Professor geraten unter Mordverdacht. Als sich herausstellt, dass Katja eine Affäre mit ihrem verheirateten Professor hatte und von ihm schwanger war, gerät auch seine Frau in den Kreis der Verdächtigen.
Katjas ehemaliger Freund, Lars Haage, findet derweil heraus, dass Katja von ihrer Stiefschwester Claudia Viereg, mit der sie in einer WG wohnte, aus Eifersucht erschlagen worden ist. Schon immer stand Claudia im Schatten ihrer Schwester. Als Katja dann herausfand, dass Claudia heimlich in ihrem Zimmer war und anhand ihrer Aufzeichnungen ihre Kommilitonen erpresst hatte, was letztendlich das Experiment gefährdete, wollte sie sie zur Rechenschaft ziehen. Das „musste“ Claudia jedoch um jeden Preis verhindern. Garber und Wachow, deren Ermittlungen inzwischen auf demselben Stand sind, können das Geständnis mit anhören, das Haage gerade mit Gewalt aus der Täterin herausgepresst hat.

### Nebenhandlung
Sputnik verrät in dieser Episode, wie er zu seinem Spitznamen gekommen ist. „Sputnik“ ist der russische Name für Wegbegleiter, Gefährte oder Beschützer. Elisabeth Wegen, eine Freundin, hatte ihn früher immer so genannt. Sputnik, dessen Rolle als Geschäftsmann in der Serie als ein Running Gag angelegt ist, engagiert sich in dieser Folge als Dienstleister im Polizeipräsidium und versorgt die Beamten mit einem mobilen Imbiss zur Pausenversorgung.

## Dreharbeiten, Veröffentlichung
Tod einer Studentin wurde vom 11. Oktober 2017 bis zum 30. November 2017 in Berlin und Brandenburg gedreht. 
Als „Psychologisches Institut der SU Berlin“ diente das umdekorierte Gebäude in der Freiherr-von-Stein-Straße 1, die Szenen im Hörsaal wurden im Robert Koch Saal, Dorotheenstraße 96, gedreht.
Die Szenen auf dem Lande entstanden in Gröben (Ludwigsfelde). Der Ort ist spätestens seit der Serie Allein unter Bauern bekannt. Gedreht wurde unter anderem an der Dorfkirche und im inzwischen geschlossenen Gasthof Naase.
Katjas und Claudias WG war in der Bizetstraße 135, Prochaskas Villa in der Kaulbachstraße 54. Die Szene des alleinerziehenden Vaters mit seinem Sohn auf dem Sportplatz wurde beim SV Blau-Weiss Berolina Mitte in der Kleinen Hamburger Straße gedreht.
Der Film wurde zur Hauptsendezeit am 10. März 2018 im ZDF erstausgestrahlt.

## Rezeption

### Einschaltquoten
Die Erstausstrahlung erreichte 7,98 Millionen Zuschauer, was einem Marktanteil von 24,9 Prozent entsprach.

### Kritiken
Tilmann P. Gangloff gab dem Film auf der Seite tittelbach.tv drei von sechs möglichen Sternen und befand: „Für langjährige Fans des ZDF-Klassikers ‚Ein starkes Team‘ ist der 75. Film der Reihe […] schon deshalb ein Muss, weil endlich erklärt wird, wie Sputnik zu seinem Namen kam und warum er im Gegensatz zu seinem Kumpel und Kollegen Garber nach der ‚Wende‘ nicht zur Kripo wechseln konnte. Die Krimihandlung ist dagegen weitaus weniger interessant, zumal Autor Timo Berndt das psychologische Potenzial der Story nicht nutzt. Selbst prominenten Gastschauspielern wie Max von Pufendorf oder Aglaia Szyszkowitz gelingt es nicht, den Film über den Durchschnitt der Reihe zu heben.“
Bei prisma.de wertete Wilfried Geldner: „Aglaia Szyszkowitz und Max von Pufendorf hätten ganz gut das Zeug zu Bösewichten à la Macbeth. Doch Drehbuchautor Timo Berndt (Wilsberg, Die Toten vom Bodensee) bekam wohl irgendwann kalte Füße.“ „Am Ende sieht der Zuschauer den Wald vor lauter Finten nicht mehr. Besonders der lüsterne Professor ist da sehr einfallsreich. Er und sein Autor haben ein bisschen zu viel über fiese Psycho-Experimente und Feldversuche gelesen, sodass die fällige Enttarnung am Ende nicht mehr so richtig greifen will. Schade eigentlich, denn die Schlausprüche des Profs kommen einigermaßen kompatibel rüber, und seine um die Karriere besorgte Gattin ist ihm eine taffe Gefährtin – keineswegs nur im Ehebett.“
Die Kritiker der Fernsehzeitschrift TV Spielfilm vergaben nur eine mittlere Wertung (Daumen gerade) und meinten: „Eher ganz solide als summa cum laude.“
Das Fernsehmagazin Hörzu bescheinigte dem Film, dass er „gelungen“ und die Ermittlungsarbeit „gewohnt souverän“ sei. Für Humor und Gefühl erhielt der Folge einen von drei möglichen Punkten, für Spannung zwei und das Fazit: „Spannende Ermittlungen in einem verschwiegenen Umfeld.“